# Sebastián Yatra
Sebastián Obando Giraldo (bolj znan kot Sebastián Yatra), kolumbijski pevec, * 15. oktober 1994, Medellín, Kolumbija.
Njegova prva večja uspešnica je skladba "Traicionera". Je prejemnik več latino glasbenih nagrad (izvajalec leta 2019, nagrada za najboljšo skladbo - "Robarte un Beso").

## Studijski albumi
- Mantra (2018)
- Fantasía (2019)

## Filmografija
| Leto | Film              | Vloga  |
| ---- | ----------------- | ------ |
| 2017 | Guerra de ídolos  | osebno |
| 2018 | The Queen of Flow | osebno |
| 2018 | Smallfoot         | Migo   |
| 2019 | Me llevarás en ti | osebno |
| 2019 | Klaus             | Jesper |